# Zona de Monumentos Históricos de Tlacotalpan
A Zona de Monumentos Históricos de Tlacotalpan, no município de Tlacotalpan, estado de Veracruz, no México, é um Património Mundial da Unesco desde 1998.
Tlacotalpan, um porto fluvial colonial espanhol na costa do Golfo do México, foi fundada em meados do século XVI. Preservou a sua disposição original urbana a um grau notável, com ruas largas e casas com colunatas numa profusão de estilos e cores, e muitas árvores nos espaços públicos abertos e jardins privados.